# Rabindra Sarobar Stadium
il Rabindra Sarobar Stadium è uno stadio polifunzionale situato a Kolkata, in India. Viene utilizzato per le partite di calcio e viene usufruito dagli Tollygunge Agragami e dal 2016 al 2020 dalla squadra dell'ATK, militante in ISL. Ha una capienza di 22.000 spettatori e venne inaugurato nel 1961.
Sarà rinnovato dall'AIFF per soddisfare lo standard internazionale in quanto potrebbe ospitare la prossima Coppa del Mondo  FIFA 2017 di Under-17.